# Königstiger vor El Alamein
Königstiger vor El Alamein (Originaltitel: La battaglia di El Alamein)  ist ein italienischer Kriegsfilm aus dem Jahr 1969. Er behandelt die Zweite Schlacht von El-Alamein im Oktober und November 1942 zwischen den Achsenmächten und den Alliierten, die die militärische Wende im Afrikafeldzug zulasten von Italien und Nazi-Deutschland einleitete.
Der Film schildert die Ereignisse aus Sicht der deutschen und britischen Generalstäbe sowie einfachen Soldaten, wobei der Fokus auf einer italienischen Fallschirmjäger-Einheit liegt.

## Handlung
Nachdem das Deutsche Afrikakorps unter Führung von Generalfeldmarschall Erwin Rommel mit seinen italienischen Verbündeten die alliierten britischen Streitkräfte aus Libyen vertrieben hat, gelingt es den Briten, den Vormarsch der Achsenmächte in der ägyptischen Wüste bei El-Alamein, rund 50 Kilometer westlich von Alexandria und dem Nildelta, in der Ersten Schlacht von El Alamein zu stoppen. Die militärische Lage verschärft sich für die Achsenmächte, da die britische Marine und Luftwaffe den Versorgungsnachschub effektiv unterbindet. Auf alliierter Seite übernimmt General Bernard Montgomery den Oberbefehl, nachdem sein Vorgänger Claude Auchinleck seines Amtes enthoben wurde. Montgomery verbietet jeden weiteren Rückzug. Es kommt zu erbitterten Gefechten.
Auf britischer Seite kommt es zu einem schweren Artillerie-Angriff auf eine befestigte Stellung der Deutschen, die am nächsten Tag wie unbeschädigt wieder steht. Ein britischer Suchtrupp enttarnt, dass es sich nur um eine Attrappen-Stellung handelt, wobei sie durch Zufall deutsche Soldaten festsetzen, die die Attrappen wieder aufbauen. Der Kommandoführer will die Deutschen erschießen lassen, da die Achsenmächte sonst dahinter kommen werden, dass ihre Finte durchschaut wurde. Der britische Lieutenant Graham versucht zu intervenieren, doch werden die zu einem Haufen versammelten gefangenen Deutschen allesamt durch eine Handgranate der Briten getötet. Die Achsenmächte erfahren so dennoch, dass die Engländer hinter ihren Trick gekommen sind, da sich die Männer bei normalem Artillerie-Beschuss in den Gräben verteilen würden. Nun legen sie eine neue Falle, indem sie eine weitere vermeintliche Attrappen-Stellung diesmal mit zwei Kompanien italienischer Fallschirmjäger besetzen. Die Finte gelingt, wobei die Briten schwere Verluste erleiden. Dem ehrgeizigen und kaltherzigen Leutnant Giorgio Borri gelingt es dabei, einen britischen General festzunehmen, wobei er jedoch leichtsinnig das Leben seiner Männer opfert. Währenddessen wird Erwin Rommel durch eine Konspiration des überzeugten Nationalsozialisten Brigadegeneral Schwartz nach Deutschland befohlen.
Bei einer Aufklärungsmission wird Borri von den Briten gefangen genommen, wobei sich Lieutenant Graham respektvoll um ihn kümmert. Kurz darauf gelingt Borri die Flucht aus dem Lager. In der Folgenacht übt Lieutenant Graham eine Sondermission aus und wird dabei ausgerechnet von Borri erschossen, der seine Tat bereut. Graham ist es unter Opferung seines Lebens jedoch gelungen sein Ziel zu erreichen: Den Deutschen fällt eine gefälschte Karte in die Hände, deren Informationen sie für einen massiven Vorstoß gegen die britischen Linien nutzen, dabei in die Falle der britischen Artillerie geraten und schwere Verluste bei den mechanisierten Verbänden erleiden. Nun greifen die Briten massiv die Front an.
Rommel kehrt an die Front zurück, wo er die für die Achsenmächte zunehmend katastrophale Situation vorfindet. Er erkennt, dass die Briten versuchen, am südlichen Teil der Front die Linien zu durchbrechen. Er weiß, dass die Schlacht bei El Alamein für die Achsenmächte verloren ist und beschließt den Abzug seiner Armee. Damit sich der Rest seiner Streitkräfte zurückziehen kann, muss der Südteil der Front zunächst unter allen Umständen gehalten werden, was bedeutet, dass die italienischen Fallschirmjäger um Leutnant Borri geopfert werden müssen. Gegen den Willen Adolf Hitlers setzt Rommel seinen Plan um.
Den italienischen Fallschirmjägereinheiten um Leutnant Borri, der sich inzwischen den Respekt seiner Männer erkämpft hat, gelingt es lange den Briten zu trotzen, wobei sie sich mit einfachen Mitteln gegen die britischen Panzer behaupten. Schließlich überrennen die Briten jedoch die italienischen Stellungen, wobei Leutnant Borri stirbt, als er sich mit einer Anti-Panzer-Mine vor einen britischen Panzer wirft. Der Rest der Armee der Achsenmächte kann sich erfolgreich zurückziehen. Die Zweite Schlacht von El Alamein endet mit einem Sieg der Briten.